# I Will Always Love You
Az I Will Always Love You dalt Dolly Parton énekes–dalszövegíró írta 1973-ban. Először az ő kislemezén jelent meg a dal 1974-ben. Whitney Houston 1992-ben felénekelt változata minden idők egyik legnagyobb példányszámban eladott kislemeze lett.

## Dolly Parton változata
Dolly Parton 1973-ban írta a dalt, mely egy évvel később Bob Fergusson producersége alatt jelent meg. Parton számos az év alatt adott interjújában elmondta, hogy a dalt egykori partnerének és mentorának, Porter Wagonernek írta, akivel ekkor szakította meg üzleti kapcsolatait. 1973. június 17-én Nashville-ben az RCA "B" Studiójában vették fel a dalt. A dal Parton Jolene című lemezén jelent meg. A címadó dal után ez lett a lemezről megjelent, 1974. áprilisban második kislemez dala. A kislemez egy hónap alatt a Billboard' Hot Country Songs toplistáján elérte az 1. helyet is, de mérsékeltebb sikere volt a pop sikerlistákon. A dal szövege egy keserédes, szívbe markoló óda volt szerelme számára, amit Parton egyedi orrhangján adott elő.
Parton 1982-ben ismét felvette a dalt, hogy szerepeljen A legjobb bordélyház Texasban című filmben, melynek alapját az ugyanilyen címen írt broadwayi musical adta. Ez a változat is 1. lett a U.S. Hot Country Songs listáján, s először fordult elő, hogy ugyanaz a dal kétszer érjen el első helyezést country dalok eladási listáján úgy, hogy az előadó is ugyanaz. Ennek a változatnak is mérsékelt volt a popkultúrába átgyűrűző sikere. A Billboard Hot 100 listáján 53., a Hot Adult Contemporary Tracks slágerei között pedig a 17. lett.
Parton 1995-ben a Vince Gillel együtt énekelt változattal ismét sikeres lett. A dal legjobb helyezése a 15. volt. Parton ezzel a dallal ekkor került fel harmadszor a sikerlistákra – igaz nem szólóban, hanem duettben. 2003-ban a CMT 16.-nak értékelte A 100 legjobb country zene között. Egy évvel később a CMT a 100 legjobb szerelmes country dala között ez érte el az 1. helyet.
A dal legfrissebb megjelenése Parton 2008-ban megjelent Backwoods Barbie című lemezén szerepel, mint extra bónusz az iTunes változathoz.
Az 1970-es évek közepén Elvis Presleyt érdekelte a dal felvétele, de Parton nem egyezett bele, hogy megosztozzon vele a szerzői jogokon, így Presley nem énekelte el a dalt.

### Sikerlisták
| Sikerlista (1974)                            | Legjobb helyezés |
| -------------------------------------------- | ---------------- |
| Canadian RPM Country Tracks                  | 4                |
| U.S. Billboard Hot Country Songs             | 1                |
| Sikerlista (1982)                            | Legjobb helyezés |
| Canadian RPM Top Singles                     | 8                |
| Canadian RPM Country Tracks                  | 1                |
| U.S. Billboard Hot 100                       | 53               |
| U.S. Billboard Hot Country Songs             | 1                |
| U.S. Billboard Hot Adult Contemporary Tracks | 17               |
| Sikerlista (1995)                            | Legjobb helyezés |
| Canadian RPM Country Tracks                  | 22               |
| U.S. Billboard Hot Country Songs             | 15               |

| Előző "Pure Love" Ronnie Milsap                        | Billboard Hot Country Singles legjobb kislemezek                         | Következő "I Don't See Me in Your Eyes Anymore" Charlie Rich |
| Előző "Yesterday's Wine" Merle Haggard és George Jones | Billboard Hot Country Singles legjobb kislemezek 1982. október 16        | Következő "He Got You" Ronnie Milsap                         |
| Előző "What's Forever For" Michael Martin Murphey      | RPM Country Tracks legjobb kislemezek 1982. október 23–1982. október 30. | Következő "Let It Be Me" Willie Nelson                       |

## Whitney Houston változata
1992-ben Whitney Houston jegyzi a dalt bemutatkozó filmjében, a Több mint testőrben, s a film zenéit tartalmazó lemezen, a The Bodyguard: Original Soundtrack Albumon. Houston eredetileg Jimmy Ruffin "What Becomes of the Brokenhearted" dalát akarta a Több mint testőr főcímdalaként elénekelni. Azonban mikor megtudta, hogy ezt a dalt már felhasználták a Sült, zöld paradicsom forgatásánál, Houston egy másik dalt kért, s színésztársa, Kevin Costner az "I Will Always Love You" 1975-ös Linda Ronstadt-féle változatát ajánlotta neki a Prisoner in Disguise albumról. Houston átszerkesztette a dalt egy soul-balladává. A kiadó nem túlságosan örült a zenei kíséret nélküli bevezető ötletének, azonban Houston és Costner kitartott egy ilyen változat mellett.
Houston változata tartós világsikernek bizonyult, összesen több mint 12 millió példányt adtak el. Rendszeresen szerepelt a slágerlistákon, a VH1  Az elmúlt 25 év100 legjobb dala között 8., a VH1 ’90-es évek 100 legjobb dala listáján 4., a 100 legjobb szerelmes dal között pedig 1. lett. A Billboard minden idők legjobb dalai listáján 68. lett

### Klipje
A kislemez klipje, amit Alan Smithee készített, a dal Több mint testőr című filmben előadott változatával kezdődik. Ezután a klipben Houston egyedül ül sötétkék ruhában egy üres színházban, a fények rá fókuszálnak, s saját kedvére énekel. A klipbe bevágták a Több mint testőr néhány filmkockáját, így a nézőben felelevenedhetnek a film jelenetei az énekes-színésznővel.

### Szereplése slágerlistákon
A kislemez 14 héten át a U.S. Billboard Hot 100 élén állt, ami annak idején rekordnak számított. Houstonnak ez a kislemeze volt a leghosszabb ideig 1. helyezett. Ezt megelőzően 1986-ban a "Greatest Love of All" három hétig tartó elsősége számított nála rekordnak. Ez ma is a leghosszabb ideig első helyen álló, filmzenei albumról származó kislemez.
A kislemez a 40. helyen nyitott a Billboard Hot 100 listáján, s nem egészen két héttel később Houston tizedik 1. helyezést elért kislemeze lett. A Billvoard számos más listáján is domináns lett, így például 14 hétig volt a Billboard Hot 100 Single Sales élén (akkor ez volt a leghosszabb idő, amit egy női egyéni előadó lemeze itt eltöltött. Ezen a poszton Mariah Carey We Belong Together száma követte.) Tizenegy hétig vezette a Hot 100 Airplay listáját. A dal öt hétig a Hot Adult Contemporary Track, tizenegy hétig a Hot R&B/Hip-Hop Songs listáját vezette. Utóbbi teljesítményével korban ez lett az R&B listákat leghosszabb ideig vezető dal. A legjobb dal között ezen a listán 40 hétig volt fenn. Ez lett az Arista Records legnagyobb sikere. A dal a Hot 100, az Adult Contemporary, és R&B listákat egy időben vezette, mindezt rekordnak számító öt héten keresztül.
Houston kislemezéből a megjelenést követő második héten nagyjából 400.000 darab fogyott el, s ezzel ez lett az egy hét alatt legnagyobb példányszámban eladott kislemez. Ezt megelőzően Bryan Adams "(Everything I Do) I Do It for You" kislemeze tudhatta magáénak ezt a rekordot. Houston rekordját saját maga egymás után három egymást követő héten döntötte meg, s az 1992. december 19-ével végződő héten eladott darabszám megközelítette a 632.000 példányt. A több mint 4 millió eladott példányszámával az Egyesült Államokban négyszeres platinalemez lett belőle. Világszerte ezen felül hat millió példány kelt el. A mai napig a legnagyobb példányszámban eladott, női előadó dalát tartalmazó kislemez, s a legnagyobb példányszámban eladott, nem jótékonysági célú kislemez.
Houstonnak a kislemez tartós nemzetközi sikert hozott. Tíz hétig első helyezett volt az Egyesült Királyságban és Ausztráliában is. Vezető helyet ért el Ausztriában, Belgiumban, Írországban, Svédországban, Norvégiában, Svájcban, Németországban, Franciaországban, Dániában, Hollandiában és Új-Zélandon is. Ez az egyetlen olyan kislemez, mely legalább tíz hétig vezette mind az amerikai, mind az ausztrál slágerlistákat.
A kislemez 1993. januárban és februárban is listavezető maradt az USA listáin. Először fordult elő, hogy a Billboard egészen a következő év márciusáig nem nevezett meg újabb kislemezt legjobbként. Houston "I Will Always Love You" dala az USA 1993-as év slágere lett. Hasonlóan Houston változata az Egyesült Királyságban 1992-ben bizonyult az év dalának. Eztuán 1993-at a 9. helyen zárta, s ezzel ő lett az első előadó, akinek a kislemeze egymás után kétszer került be a legjobb 10 közé. Houston lemeze, melyen a Több mint testőr dalai szerepelnek, 20 héten át listavezető volt, s ez minden idők legnagyobb példányszámban eladott, filmzenéket tartalmazó korongja. 17 millió példányos eladási adatának elismeréseként az USA területén gyémántlemez lett. Világszerte 42 millió darabot adtak el belőle.

### Díjak
- Grammy-díjak
  - Grammy-díj az év felvételéért
  - Grammy-díj a legjobb női vokál előadásért
- American Music Awards
  - Favorite Pop/Rock Female Single
  - Favorite R&B/Soul Female Single
- Billboard Music Awards
  - Top Selling Single of the Year
  - Top Hot 100 Single of the Year
  - Top R&B Selling Single of the Year
  - Top R&B Single
- World Music Awards
  - World's No.1 Single of 1993
- MTV Movie Awards
  - Legjobb dal
- People's Choice Awards
  - Favorite Female Music Video
- Soul Train Music Awards
  - Best R&B/Soul Single, Female

### Formátumok és számlisták
CD kislemez
1. "I Will Always Love You" – 4:31
2. "Jesus Loves Me" – 5:11

CD maxi-kislemez
1. "I Will Always Love You" – 4:31
2. "Jesus Loves Me" – 5:11
3. "Do You Hear What I Hear?" – 3:31

CD maxi – 1999 remixek
- "I Will Always Love You" (Hex Hector rádiós változat) – 4:50
- "I Will Always Love You" (Hex Hector 12" Club Mix) – 9:51

### Elismerések
| Ország             | Elismerés   | Dátum             | Eladott darabszám |
| ------------------ | ----------- | ----------------- | ----------------- |
| Ausztria           | Arany       | 1993. március 1.  | 15.000            |
| Franciaország      | Arany       | 1993              | 250.000           |
| Németország        | Platina     | 1993              | 300.000           |
| Hollandia          | Platina     | 1992              | 60.000            |
| Svédország         | Platina     | 1993. március 26. | 20.000            |
| Egyesült Királyság | 2 x Platina | 1993. január 1.   | 1.300.000         |
| USA                | 4 x Platina | 1993. január 12.  | 4.000.000         |

### Sikerlisták
| Sikerlista (1992)                            | Legjobb helyezés |
| -------------------------------------------- | ---------------- |
| Australian Singles Chart                     | 1                |
| Austrian Singles Chart                       | 1                |
| Belgian Singles Chart                        | 1                |
| Canadian Singles Chart                       | 1                |
| Dutch Singles Chart                          | 1                |
| European Singles Chart                       | 1                |
| French Singles Chart                         | 1                |
| German Singles Chart                         | 1                |
| Irish Singles Chart                          | 1                |
| Italian Singles Chart                        | 1                |
| Japanese Singles Chart                       | 1                |
| New Zealand Singles Chart                    | 1                |
| Norwegian Singles Chart                      | 1                |
| Swedish Singles Chart                        | 1                |
| Swiss Singles Chart                          | 1                |
| UK Singles Chart                             | 1                |
| U.S. Billboard Hot 100                       | 1                |
| U.S. Billboard Hot Adult Contemporary Tracks | 1                |
| U.S. Billboard Hot R&B/Hip-Hop Songs         | 1                |

| Előző "How Do You Talk to an Angel" The Heights       | Billboard Hot 100 legjobb kislemez 1992. november 28. – 1993. február 7.                                                     | Következő "A Whole New World" Peabo Bryson és Regina Belle               |
| Előző "Would I Lie To You?" Charles and Eddie         | UK Singles Chart legjobb kislemezek 1992. november 29. – 1993. február 7.                                                    | Következő "No Limit" 2 Unlimited                                         |
| Előző "If I Ever Fall In Love" Shai                   | Billboard's Hot R&B Songs legjobb kislemezek 1992. december 5.                                                               | Következő "Hip Hop Hooray" Naughty By Nature                             |
| Előző "End of the Road" Boyz II Men                   | Ausztrál ARIA legjobb kislemezek 1992. december 20. – 1993. február 21. (10 hétig)                                           | Következő "You Don't Treat Me no Good" Sonia Dada                        |
| Előző "Would I Lie to You" Charles & Eddie            | Ö3 Osztrák Top 40 legjobb kislemez 1993. január 24. – 1993. február 7. (3 hétig) 1993. február 21. 1993. február 28. (2 hét) | Következő "Would I Lie to You" Charles & Eddie No Limit a 2 Unlimitedtól |
| Előző "Dur dur d'être bébé!" Jordy Lemoine            | SNEPlegjobb kislemez 1993. január 30. – 1993. március 20. (8 hétig)                                                          | Következő "Alison" Jordy Lemoine                                         |
| Előző "(Everything I Do) I Do It for You" Bryan Adams | Az év legkeresettebb kislemeze (Egyesült Királyság) 1992                                                                     | Következő "I'd Do Anything for Love (But I Won't Do That)" Meat Loaf     |
| Előző "End of the Road" Boyz II Men                   | Az év legkeresettebb kislemeze 1993                                                                                          | Következő "The Sign" Ace of Base                                         |

## Ellentmondások
Miután Whitney Houston feldolgozása listavezető lett, a bulvársajtó elkezdett a két előadó közötti viszályról cikkezni. Ami onnan eredt, hogy Parton állítólag felmondott egy megállapodást, melynek alapján Parton nem énekelte volna addig a dalt, míg Houston változata a slágerlistákon szerepel, hogy a két verzió egymással nem rivalizáljon. Azonban Parton és Houston is visszautasította ezeket a pletykákat, és mind a ketten előnyös fényben tüntették fel társukat minden interjúban. Houston azért dicsérte Partont, hogy ilyen csodálatos dalt írt, Parton pedig megköszönte Houstonnak, hogy szélesebb közönséggel is megismertette a dalt, s ennek következtében ő több jogdíjat kap. Ezt egy élő interjúban is megerősítette.

## Későbbi feldolgozások
Houston változatának sikere ismét felkeltette a dal iránti érdeklődést, s ennek következtében többen feldolgozták, mint például LeAnn Rimes, Kenny G, Tamia, James Galway és John Tesh. Rajtuk kívül versenyeken előadta Roger Whittaker; a brit Pop Idol döntőse, Rik Waller és a bolgár Music Idol győztese, Nevena Csoneva. Kelli Glover az American Idol első sorozatában énekelte, s rajtuk kívül Tamyra Gray adta elő élőben a Boston Public című televíziós sorozatban.
Rajtuk kívül többek között a következő előadók vették fel a dalt:
- Vince Gill, aki 1995-ben Dolly Partonnal énekelte a dalt, 15. lett a Hot Country Songs sikerlistáján, s ezzel Parton 1990-es években elért kevés sikerének egyike lett. A Parton/Gill duett 1995-ben a Country Music Associationtól az év közös munkájáért járó díjat vihette el.
- Leona Lewis a brit X Factor televíziós tehetségkutató műsor 3. évadjában ezt a dalt énekelte.
- A Young Divas egyike, Emily Williams szintén feldolgozta a dalt, első albumán 2006-ban.
- Katherine Jenkins walesi mezoszoprán énekes a dal olasz változatát dolgozta fel, melynek címe L'Amore Sei Tu.
- A Me First and the Gimme Gimmes punk rock együttes, mely feldolgozásokat ad elő, Dolly Parton emlékére készített lemezén jelentette meg ezt a dalt.
- Ilse DeLange holland country énekes kétszer adta elő ezt a dalt: egyszer Paul de Leeuw televíziós műsorában, utána Giel Beelennél egy rádióban.
- Maureen Marcelo a Fülöp-szigeteki tehetségkutató műsor, a Philippine Idol első évadjában adta elő a dalt.
- Az amerikai American Idol tehetségkutató döntőse, Syesha Mercado tűzte műsorára a dal egy változatát.
- 2007. november 26-án a dal a brit gyermekénekes Connie Talbot Over the Rainbow című bemutatkozó lemezén is megjelent. Az énekes a Britain’s Got Talent televíziós tehetségkutató műsorban tűnt fel. A lemezt 2008. június 16-án ismét kiadták. Ezen a karácsonyi hangulatú dalokat másokkal helyettesítették.
- Az I'd Do Anything sorozat negyeddöntőjében Rachel Tucker ezt az erőteljes balladát énekelte 2008. május 17-én.
- 2007-ben a The X Factor negyedik évadjában ezt a dalt énekelte el Niki Evans.
- A Britain’s Got Talent 2008. április 19-én sugárzott műsorában a Fülöp-szigeteki Madonna Decena a dal klasszikus változatát adta elő. Ezt megsiratta Amanda Holden, a zsűri egyik tagja, s a többi tag igen elismerően beszéltek róla.
- A The Ellen DeGeneres Showban 2007. decemberben Charice Pempengco ezt a dalt és az "And I Am Telling You I'm Not Going" című dalt énekelte, s szerepeltette a számot bemutatkozó lemezén is.
- Sarah Washington a dalnak egy Hi-NRG átdolgozását vette fel 1993-ban, mely 12. lett a Brit kislemezlista listáján.[39]
- 2009-ben Leona Lewis és Justin Timberlake a tervek szerint közösen eléneklik a dal duett változatát.[40]
- Lil Wayne rapper minden fellépésének a végén elénekli közönségének ezt a dalt.

## A dal kulturális népszerűsége
A dal legalább öt nagyobbnak mondható filmben szerepel. A két fentebb megemlített (A legjobb bordélyház Texasban és a Több mint testőrön) kívül Parton eredeti, 1973-as felvétele szerepel Martin Scorsese 1974-ben forgatott Alice már nem lakik itt című filmjében, amikor Ellen Burstyn és Harvey Keitel egy bárban beszélget. A Moulin Rouge! című 2001-es sikerfilmben az "Elephant Love Medley" dal alatt Christian (Ewan McGregor) és Satine (Nicole Kidman) a dal Whitney Houston által előadott változatát énekli. 1996-ban az It's My Party film arról szól, hogy egy ember AIDSben bizonyosan meg fog halni, s egy búcsúpartit rendez, mielőtt elviszi a betegség. Az Eric Roberts által megszemélyesített főhős úgy döntött, többször lejátssza a dal eredeti, Parton által előadott változatát, hogy ezzel is kifejezze érzéseit. Emiatt barátai megjegyzéseket fűznek a dal kiválasztásához. Adam Sandler ezt a dalt énekli a Golyóálló című film fürdőjelenetében.
A Szívek szállodájának 7.20 részében ("Lorelai? Lorelai?") Lorelai Gilmore egy karaoke-bárban a dal Dolly Parton által énekelt változatát adja elő. Lányának, Rorynak kezdi el énekelni, aki akkor végez a Yale-en, de mikor Luke Danes – aki Gilmore-nak már több ízben volt a vőlegénye – belép a bárba, Gilmore máshova kezd el figyelni, s látszik, hogy innentől kezdve a dalt már barátjának énekli. Ezt követően a lány barátai beszélgetésbe elegyednek:

Lane Kim: Ő Whitney rajongója?
Rory Gilmore: Oh, azt hiszem ez Dolly változata.

A Karaoke Revolution Party videójátékban Whitney Houston változatát lehet hallani.
Az ESPN Radio és az ESPN2 rádiók Mike and Mike in the Morning műsorában Mike Greenberg, aki nagy New York Jets rajongó, amikor csak Chad Penningtonról beszél, mindig Houston változatát lehet a beszélgetés alatt hallani.
Az NBC televízió 30 Rock című műsorának "Hard Ball" részében a dalt Tracy Jordan és Kenneth Parcell nevetségesen adja elő mindig, akárhányszor testőrre van szüksége.
Whitney Houston dala szerepel A Simpson család 10. évadjának "Mayored to the Mob," részében. A dalt Homernek éneklik a végzős testőrök avatásakor az iskola mögött. Ez szerepel a stáblista felvonultatásakor is.
A Futurama "Spanish Fry," részében Turanga Leela, miután beadja., hogy ez a legszebb szerelmes dal, amit ő valaha is írt, elénekli a Houston-változatot.
A dalt a Movie Rocks Show egy részletében lejátszották 2007-ben, ahol különböző filmes dalokat adtak elő zongorán.
A The Steve Harvey Show második évadjának '"Ice Station Piggy" című részében Romeo ezt a dalt énekli el.
A Fresh Prince of Bel Air 1993-as "Just Say Yo" részében Carlton utal az "I Will Always Love You" című dalra
Szintén felhasználták a Bír-lak egyik részében, ahol D.J. egy iskolai bálba megy. Itt Jesse csapata énekli el a dalt.